# Hyperythra bocki
Hyperythra bocki là một loài bướm đêm trong họ Geometridae.